# بحير الثانية (عنافجة)
بحير الثانية (بالفارسية: بحیر دو) هي قرية وتقع في إيران في قسم عنافجة الريفي. يقدر عدد سكانها بـ 229 نسمة .